# 134
134 (CXXXIV na numeração romana) foi um ano comum do século II do Calendário Juliano, da Era de Cristo, a sua letra dominical foi D (53 semanas), teve início e fim numa quinta-feira.  Segundo o horóscopo chinês, foi o ano do Cão.
| Ano completo                        |
| ----------------------------------- |
| Ano comum com início à quinta-feira |